# 小行星2031
小行星2031（2031 BAM）是一颗绕太阳运转的小行星，为主小行星带小行星。该小行星于1969年10月8日发现。
該小行星以蘇聯貝加爾—阿穆爾鐵路的縮寫命名。

## 轨道参数
小行星2031的轨道半长轴为2.2340296 UA，离心率为0.173。